# Burley (Idaho)
Burley ist eine Stadt im Cassia County und dessen County Seat im US-Bundesstaat Idaho. Burley ist auch die Geburtsstadt von Gary Peacock, einem Jazz-Bassisten. Das U.S. Census Bureau hat bei der Volkszählung 2020 eine Einwohnerzahl von 11.704 ermittelt.

## Geographie
Der Ort liegt teilweise auch im Minidoka County, bedeckt eine Fläche von 11,9 km² (4,2 mi²), davon sind 0,3 km² Wasserfläche.
Die Region um Burley bietet Aktivitäten über das ganze Jahr. Im Sommer am Snake River Bootsfahrten, in den Bergen Mountain-Biking und Bergsteigen und im Winter bietet das nahegelegene Pomerelle Skigebiet  Skiaktivitäten.

## Geschichte
Der Ort Burley, 1905 gegründet, hat eine reiche Geschichte. Die Lage am Snake River und im
Schatten der umliegenden Berge machte den Ort zu einem strategischen Platz im letzten Jahrhundert.
Hier trafen der Oregon Trail und der California Trail mit weiteren 30 Pionier-Routen zusammen.

## Demographie
Am 1. April 2010 lebten in Burley 10.345 Menschen.
| Jahre     | Anteil |
| --------- | ------ |
| unter 18  | 31,8 % |
| 18 bis 24 | 9,7 %  |
| 25 bis 44 | 24,9 % |
| 45 bis 64 | 20,0 % |
| über 64   | 13,6 % |

Das durchschnittliche Alter betrug 30,8 Jahre.

## Sehenswürdigkeiten
- Cassia County Historical Museum

## Töchter und Söhne der Stadt
- Gary Peacock (1935–2020), Jazzbassist
- Cheryl Paris (* 1959), Schauspielerin und Model